# Cesare Nebbia

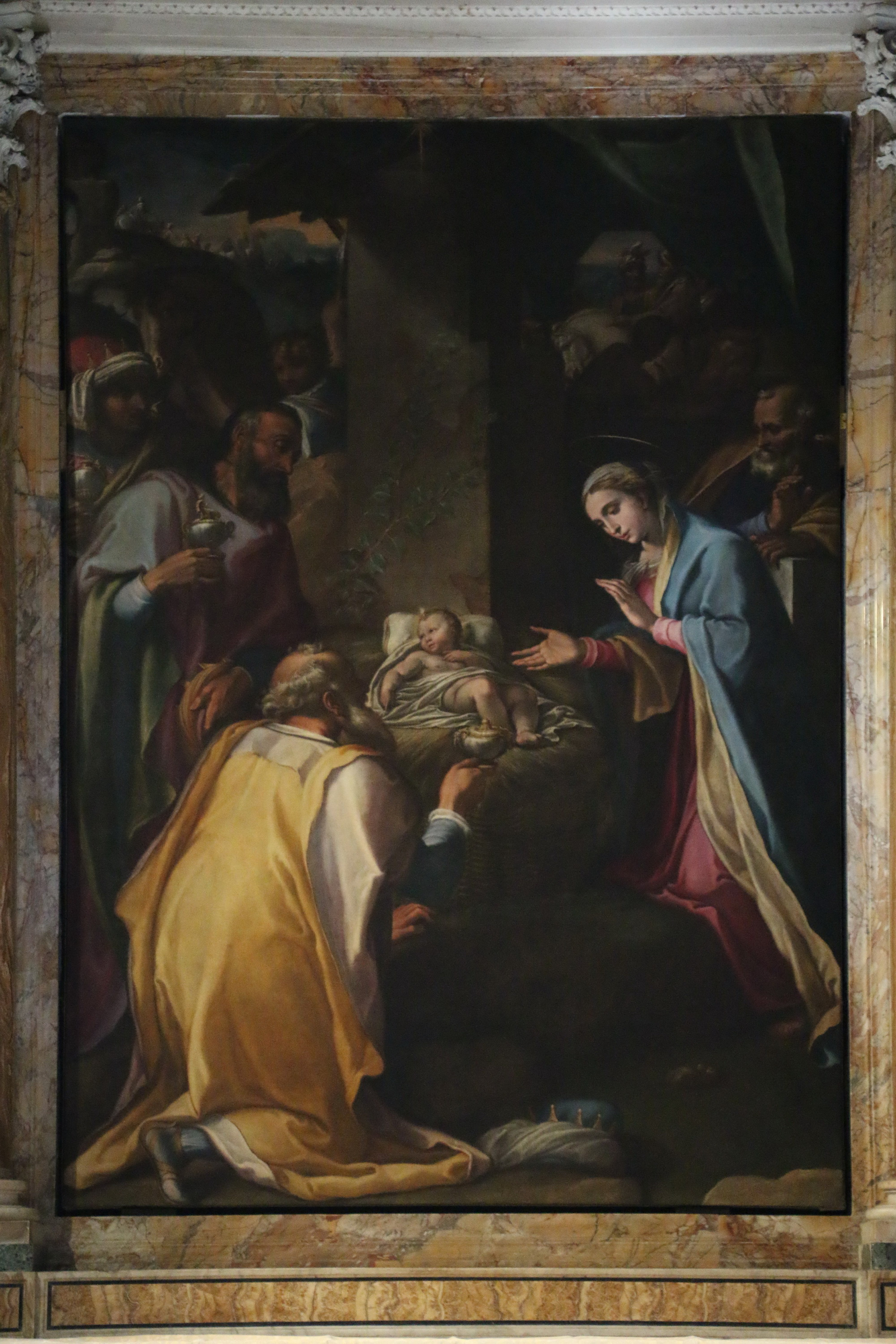
Adoração dos Magos, de Cesare Nebbia, em Santa Maria in Vallicella, Roma.

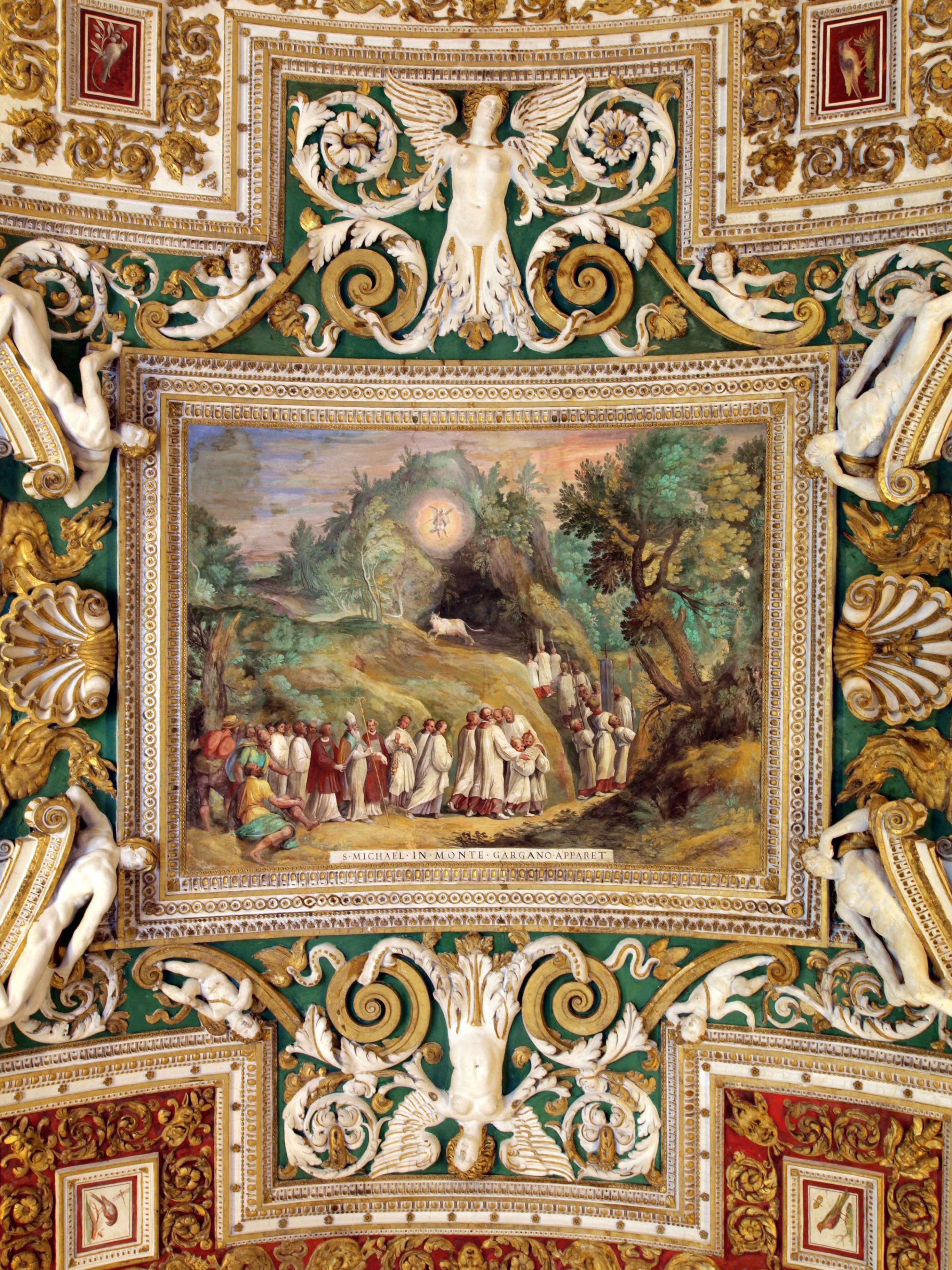
Teto da Galeria dos Mapas, nos Museus Vaticanos.

Cesare Nebbia (c. 1536–ca. 1622 (86 anos)) foi um pintor maneirista italiano de Orvieto.

## Biografia
Nebbia nasceu em Orvieto e foi treinado por Girolamo Muziano e, influenciado por ele, ajudou a completar a decoração da Catedral de Orvieto na década de 1560. Quase tudo o que sobrou da obra está hoje no Museu da Catedral.
Nebbia e Muziano foram muito ativos nos principais projetos do final do século XVI em Roma. Juntamente com outro assistente de Muziano, Giovanni Guerra, decoraram a Capela Gregoriana na Basílica de São Pedro durante o pontificado de Gregório XIII (r. 1572–1585). Outros pintores maneiristas envolvidos na empreitada foram Taddeo e Federico Zuccari, Niccolò Circignani e Hendrick van den Broeck (conhecido como "Arrigo Fiammingo").
Os afrescos do Palazzo Simonelli, em Torre San Severo, foram atribuídos a Nebbia. Em 1576, pintou "Ressurreição de Lázaro" na igreja Santa Maria dei Servi em Pieve.
Na época do papa Sisto V (r. 1585–1590), Nebbia e Guerra supervisionaram juntos os dois maiores afrescos encomendados pelo papa: em Santa Maria Maggiore, construíram e decoraram a Capela Sistina; e no Palácio de Latrão e na igreja San Giovanni in Laterano, a reforma da Scala Sancta e da Capela de São Lourenço. A Capela Sistina de Santa Maria era para ser a capela funerária do papa Sisto V e foi construída sobre uma relíquia da Natividade e não deve ser confundida com a muito mais famosa Capela Sistina, no Palácio Apostólico do Vaticano. A decoração para a igreja e para a capela mostram cenas da "Vida da Virgem".
O projeto para a Scala Sancta envolveu uma mistura de estruturas e abrange cinco escadarias diferentes que levam a um corredor comum, que se abre para capelas laterais. A mais central era a capela papal dedicada a São Lourenço, chamada de "Sancta Sanctorum" do gótico Palácio de Latrão, e abriga diversas relíquias, incluindo o famoso ícone Santissimi Salvatore Acheiropoieton (que significa "não realizado por mãos humanas"). Segundo a tradição católica, estas escadarias ficavam originalmente no Palácio de Pilatos em Jerusalém.
Nos afrescos de Santa Maria Maggiore, iniciados em 1586, Baglione identificou a obra de dez pintores ativos na época: Cesare Nebbia, Hendrick van den Broek, Angelo de Orvieto, Ercolino de Bologna, Salvatore Fontana, Lattanzio Mainardi, Ferdinando Sermei, Giacomo Stella, Giovanni Battista Pozzo e Paris Nogari.
Para o projeto da Scala Sancta, uma equipe de artistas também foi empregada, incluindo Baglione, Stella, Pozzo, Nogari, e também Prospero Orsi, Ferraù Fenzoni, Paul Bril, Paolo Guidotti, Giovanni Battista Ricci, Cesare Torelli, Antonio Vivarini, Andrea Lilio, Cesare, Vicenzo Conti, Baldassare Croce, Ventura Salimbeni e Antonio Scalvati. Diversos desenhos preliminares de Nebbia foram preservados.
Ele ajudou também a pintar as galerias da Biblioteca Vaticana, incluindo o teto da Galeria dos Mapas. Na época do papa Clemente VIII, projetou os mosaicos dos pendículos representando os evangelistas Marcos e Mateus na Basílica de São Pedro. Pintou também a "Crucificação" para a Capella Borghese de Trinità dei Monti, uma "Ressurreição" para San Giacomo degli Spagnoli e uma "Coroação da Virgem" para Santa Maria dei Monti.
Juntamente com o pintor conhecido como il Bertoia, Federico Zuccari e outros, Nebbia ajudou a pintar os afrescos nas paredes do Oratorio del Gonfalone em Roma. Nebbia também contribuiu com a decoração do Oratório do Santissimo Crocifisso.
Entre 1603-4, mudou-se para Milão, onde trabalhou para Federico Borromeo pintando uma série de afrescos sobre a "Vida de São Carlos Borromeo" em vários lugares, incluindo o Collegio Borromeo, em Pávia, a Collegiata di Arona" e o Palazzo Borromeo em Isola Bella.